# Gwarancja ubezpieczeniowa
Gwarancja ubezpieczeniowa – jedna z czynności ubezpieczeniowych. Stanowi pisemne zobowiązanie zakładu ubezpieczeń (gwaranta) do wypłaty na rzecz beneficjenta (podmiotu, na rzecz którego została wystawiona gwarancja) określonej sumy pieniężnej, na jego żądanie i oświadczenie, w sytuacji, w której dłużnik (wnioskodawca gwarancji) nie realizuje swoich zobowiązań (określonych w gwarancji) wobec beneficjenta. 
W praktyce gwarancje ubezpieczeniowe służą głównie jako zabezpieczenie inwestora w procesie inwestycji na wypadek wystąpienia określonego w umowie gwarancyjnej zdarzenia losowego. Stosowane w większości metod realizacji przedsięwzięcia budowlanego. Na rynku nie funkcjonuje jeden ustandaryzowany wzór gwarancji – każdy ubezpieczyciel/bank posiada swoje wzory dedykowane dla gwarancji jednostkowych czy w ramach limitu, jednak aktualnie przy wielu kontraktach bardzo często wzór i treść gwarancji jest narzucana przez inwestora

## Istota umowy gwarancyjnej
Umowa gwarancyjna zawierana jest pomiędzy gwarantem (zakładem ubezpieczeń) a beneficjentem (wierzycielem). Pomiędzy gwarantem (zakładem ubezpieczeń) a dłużnikiem (zleceniodawcą) jest zawierana dodatkowa umowa o udzielenie gwarancji. Jest umową nienazwaną. Posiada oparcie prawne przede wszystkim w zasadzie swobody zawierania umów, zatem w dużej mierze ukształtowana została przez praktykę.
```
                             
zakład ubezpieczeń (gwarant)

                               /                      \
             umowa gwarancji  /                        \   
umowa o udzielenie gwarancji
                  
                             /                          \ 
                            /                            \
                     
wierzyciel
 -------------------- 
dłużnik

                    
(beneficjent)
      
kontrakt
   
(zleceniodawca)
```

## Rodzaje gwarancji ubezpieczeniowych
W praktyce obrotu gwarancja ubezpieczeniowa ma szerokie zastosowanie, aczkolwiek przepisy prawa wzmiankują o niej tylko w kilku sytuacjach. W szczególności wyróżnić można następujące rodzaje gwarancji:
- ubezpieczeniowa gwarancja zapłaty wadium (ang. bid bond) - wykorzystywana na etapie przetargu; stanowi ekwiwalent wadium pieniężnego przedsiębiorcy przystępującego do przetargu; dzięki niej przedsiębiorca może uczestniczyć w przetargu bez angażowania własnych środków;
- ubezpieczeniowa gwarancja należytego wykonania kontraktu (ang. performance bond) - wystawiana jest w celu zabezpieczenia prawidłowego wykonania umowy przez przedsiębiorcę;
- ubezpieczeniowa gwarancja usunięcia wad lub usterek (ang. maintenance bond) - wystawiona na wniosek przedsiębiorcy realizującego inwestycje; zobowiązuje gwaranta do wypłaty gwarancji na wniosek beneficjenta w przypadku, gdy przedsiębiorca nie wykonał w ogóle lub nienależycie  określone umową obowiązki z tytułu usunięcia wad i usterek ujawnionych po zakończeniu realizacji inwestycji,
- ubezpieczeniowa gwarancja zwrotu zaliczki (ang. advance payment bond, deposit bond) - zobowiązanie gwaranta do wypłaty gwarancji beneficjentowi, na pisemne żądanie i oświadczenie beneficjenta w sytuacji, w której przedsiębiorca (zleceniodawca gwarancji) nie wykonał umowy i nie zwrócił w określonym terminie zaliczki, którą wcześniej pobrał od beneficjenta na realizację inwestycji;
- ubezpieczeniowa gwarancja zapłaty należności celnych (ang. customs & excise bond)  – stanowi zabezpieczenie pokrycia kwot wynikających z długów celnych w sytuacji gdy dłużnik nie dysponuje odpowiednimi środkami finansowymi na zapłatę zobowiązań celno-podatkowych. Jest przeznaczona dla podmiotów gospodarczych, które prowadzą obrót towarowy z zagranicą i jest jedną z dopuszczalnych zabezpieczeń należności celnych. Beneficjentem gwarancji jest izba celna, zaś jej zleceniodawcą podmiot zajmujący się importem towarów lub prowadzący skład celny[5].
- ubezpieczeniowa gwarancja zapłaty podwykonawcom (ang. labour and material payment bond) - zabezpiecza podwykonawców przed brakiem zapłaty przez głównego wykonawcę za wykonane prace, zabezpiecza również inwestora przed wstrzymaniem lub opóźnieniem prac wykonywanych przez podwykonawców. Stronami w takiej gwarancji są: inwestor – jako beneficjent gwarancji, główny wykonawca – jako wniskodawca gwarancji, ubezpieczyciel – jako gwarant, wystawca gwarancji. Zobowiązanie gwarancji polega na zwrocie inwestorowi środków które nie zostały przez wykonawcę wypłacone za wykonane prace podwykonawcom. To umożliwia inwestorowi opłacenie podwykonawców, np. w razie bankructwa głównego wykonawcy. [6]
- ubezpieczeniowa gwarancja zapłaty wykonawcy - zabezpiecza interes głównego wykonawcy, wykonawca może zabezpieczyć się przed niewykonaniem zobowiązania ze strony inwestora polegającym na zapłacie za wykonane prace. Stronami tej gwarancji ubezpieczeniowej są: główny wykonawca – jako beneficjent gwarancji, inwestor – jako wnioskodawca gwarancji, ubezpieczyciel – jako gwarant, wystawca gwarancji.[7] Nie stosowana w północnoamerykańskich metodach realizacji przedsięwzięć budowlanych - standardowe umowy na wykonanie robót budowlanych poprzestają na wymogu ujawnienia przez inwestora źródeł finansowania inwestycji - posiadanych środków i pożyczek, wraz z informacjami jego instytucji finansowych, podczas gdy prawo o zastawie mechanika pozwala wykonawcom na dochodzenie swoich roszczeń na nieruchomości inwestora. Na mocy tego prawa, wykonawca może wpisać na hipotekę nieruchomości gdzie prowadzona jest inwestycja dług za wykonaną pracę i dostarczone materiały, których inwestor nie opłacił w terminie przewidzianym tym prawem.

## Gwarancja ubezpieczeniowa a umowa ubezpieczenia
- Zawieranie umów gwarancji ubezpieczeniowych i umów ubezpieczenia należy do jednej kategorii czynności ubezpieczeniowych, jednakże są to odmienne pojęcia i zamienne ich używanie jest błędem.
- Przy gwarancji ubezpieczeniowej zakład ubezpieczeń nie wyrównuje szkody, lecz jedynie wypełnia zobowiązanie polegające na wypłacie konkretnej sumy pieniężnej (sumy gwarancyjnej).
- W przypadku gwarancji ubezpieczeniowej, w odróżnieniu od umowy ubezpieczenia, zobowiązanie gwaranta przyjmuje zwykle postać zobowiązania nieodwołalnego i bezwarunkowego, co oznacza, że wypłata odszkodowania nie jest zależna od istnienia uchybień dłużnika wobec gwaranta czy beneficjenta wobec dłużnika.
- Gwarancja ubezpieczeniowa (ang. surety bond) jest umową trójstronną, rodzajem poręczenia, podczas gdy umowa ubezpieczenia (ang. insurance contract) jest umową dwustronną.